# Inés Morales
Inés Morales Iglesias (Madrid, España, 15 de junio de 1952 - 5 de diciembre de 2021) fue una actriz española que se destacó como villana en telenovelas mexicanas en la década de 1980.

## Trayectoria profesional
Se inició en el teatro de su país como meritoria. Posteriormente asistió a cursos de aprendizaje y perfeccionamiento, en ramas como interpretación, danza, voz, verso, expresión corporal y esgrima. También como perfeccionamiento asistió a los seminarios impartidos por Bob McAndrew.
Su carrera abarcó más de 25 años de experiencia en cine, teatro y televisión. En la década de los 80 se trasladó a México, donde fue contratada por Televisa. Colaboró principalmente con el productor Valentín Pimstein, con quien trabajó en las telenovelas Amalia Batista, Chispita, Vivir un poco y Simplemente María. Pero su papel más recordado fue en la exitosa telenovela Quinceañera de Carla Estrada, donde interpretó a la malvada e intrigante tía de Thalía. Con Estrada también colaboró en la telenovela Pobre señorita Limantour.[cita requerida]
En 1991, fue llamada por Florinda Meza para trabajar en su primera telenovela, Milagro y magia. Al concluir su participación, decidió regresar a España, donde continuó exitosamente con su carrera, participando activamente en cine, teatro y televisión. Además del español, Inés dominaba el francés y el inglés.

## Filmografía en México

### Telenovelas
- Milagro y magia (1991) .... Cristina.
- Simplemente María (1989-1990) .... Florencia Amolinar.
- Quinceañera (1987-1988) .... Elvira Contreras vda. de Iturralde.
- Pobre señorita Limantour (1987) .... Sara
- Vivir un poco (1985-1986) .... Lilia de Marcos.
- Amalia Batista (1983-1984) .... Irma.
- Chispita (1982-1983) .... Pilar.

## Filmografía en España

### Películas
- Schubert (2005) .... María Concepción.
- El mundo alrededor (2005) .... Encargada.
- El sueño del caimán (2001) .... Madre de Iñaki.
- Necesidades (1998).
- Zapico (1996) .... Irene.
- Los porretas (1996) .... Lolita.
- ¡Vaya par de gemelos! (1978).
- Luto riguroso (1977) .... Tina.
- El mirón (1977) .... Ella.
- Juventud drogada (1977).
- Las camareras (1976) .... Emilia.
- Esclava te doy (1976).
- Haz la loca... no la guerra (1976).
- Mayordomo para todo (1976) .... Marta.
- Los ojos azules de la muñeca rota (1976) .... Michelle.
- El adúltero (1975).
- Terapia al desnudo (1975) .... Dra. Madrigal.
- Dick Turpin (1974) .... Isabel.
- El retorno de Walpurgis (1974) .... Ilona.
- ...altrimenti ci arrabbiamo! (1974).
- La semana del asesino (1973) .... Secretaria.
- La llamada del vampiro (1972) .... Verónica.
- La garbanza negra, que en paz descanse... (1972).
- El monte de las brujas (1972).
- Los amantes del diablo (1972).
- Necrophagus (1971) .... Elizabeth.
- Una chica casi decente (1971).

### Televisión
- Adolfo Suárez, el presidente (2010).
- Los misterios de Laura (2009) .... Margot Montero.
- 23-F: Historia de una traición (2009) .... Pilar
- 700 euros, diario secreto de una call girl (2008) .... Emma.
- La familia Mata (2008).
- Divinos (2006).
- Motivos personales (2005) .... Gloria Núñez.
- ¿Se puede? (2004).
- Aquí no hay quien viva (2004) .... Almudena Mohedano.
- Cuéntame cómo pasó (2003) .... Sra. Garriga.
- Esencia de poder (2001) .... Leonor.
- Hospital Central (2001) .... Begoña, madre de Javier.
- Raquel busca su sitio (2000).
- Periodistas (1999) .... Miranda.
- Petra Delicado (1999).
- Ambiciones (1998).
- Al salir de clase (1998) .... Irene.
- La casa de los líos (1997) .... Duquesa.
- Médico de familia (1995 - 1997) .... Maite.
- Blasco Ibáñez, la novela de su vida (1997).
- Turno de oficio: 10 años después (1996) .... Aurora.
- Farmacia de guardia (1995) .... Bárbara.
- Los ladrones van a la oficina (1995).
- Encantada de la vida (1994).
- Estudio 1 (1981) .... Carmen.
- Teatro breve (1981).
- El señor Villanueva y su gente (1979).
- El hotel de las mil y una estrellas (1978 - 1979).
- Historias de Juan Español (1973).

### Teatro
- Ángeles del caos.
- Desaparecida.
- Plaza Alta: el sueño de los gitanos.
- Anónimo veneciano.
- Las troyanas.
- Macbeth: imágenes.
- Coches, robo y lunas.
- Doña Rosita la soltera.
- Boeing, Boeing.
- Cada oveja con su pareja.
- Los derechos de la mujer.
- Sé infiel y no mires con quién.
- Enséñame tu piscina.